# José María Gorrís
José María Gorrís (Valencia, 20 de enero de 1937 - ibídem, 3 de agosto de 1999) fue un pintor español perteneciente al grupo Estampa Popular.

## Biografía
Se inició en el mundo del arte desde pequeño. Mientras estudiaba, aprendió los primeros rudimentos del oficio de joyería en el taller familiar, un antiguo negocio de varias generaciones. Desde el año 1951 y hasta el año 1958, frecuentó las Escuelas de Artes y Oficios, primero, y de Bellas Artes de Valencia, después. En el otoño del año 1959, con un “permiso cuatrimestral prorroglable” del Ejército del Aire, después de 19 meses de Servicio militar obligatorio en el Servicio Meteorológico de la tercera Región de Levante, viajó a París vía Narbona. Los años 1960-1961 trabajó durante un curso en el taller de pintura monumental de Jean Souverbie, en la Escuela de Bellas Artes de París. Fue padre de cuatro hijos: Marie Stephane (septiembre de 1960); Manuela (octubre de 1967); Nuria (noviembre de 1971) y Guillermo (diciembre de 1989). Regresó a Valencia en el año 1969, donde residió hasta su fallecimiento.

## Los inicios
En el año 1960, mientras estudiaba en la Escuela de Bellas Artes parisiense, se ganaba la vida como diseñador de algún stand para diferentes Ferias, escaparates para Christian Dior, Revillon, F. Millot y estampados de telas para Josephine de Yznaga.
Durante los 10 años de estancia en París (1959-1969) colaboró como ilustrador, y con algún texto, con su nombre o con otros seudónimos, en revistas francesas, españolas y holandesas (...Ruedo Ibérico, Kaft); realizó varios cortos publicitarios y didácticos de dibujos animados. El mismo año en el que participó en la exposición “España Libre”, en 1964, se creó el grupo Estampa Popular, del que fue miembro fundador y con el que participó en todas sus acciones (edición de calendarios, postales, etcétera), siendo el organizador de todas las actividades del grupo en el extranjero.

### Cronología
- 1964: publica el libro “Dictatuur doorlichten” (Ed. Broos).
- 1966: edita la carpeta “6 GRABADOS de José María Gorrís”. Serie de seis grabados con textos de Vicente Aguilera Cerni y Tomás Lloréns. La edición consta de 80 ejemplares.
- 1969: vuelve a Valencia y empieza a diseñar y “fabricar” juguetes, sobre todo, de madera.
- 1971: junto Jordi de Lama y Baqué, funda PIRUETA EQUIPO DE DISEÑO, estudio “especializado” en la realización de publicidad, gadgets y otros «objetos curiosos e inútiles».
- 1972: una inundación del sótano de su casa de París, destruye seis cajas con cuadros, collages y dibujos de los años 1964, 1965, 1966, 1967 y 1968, además de correspondencia, fotografías y otros documentos.
- 1975 la editorial Gustavo Gili edita la carpeta “Tratat de Adages y Refranys Valencians”, serie de cinco serigrafías sobre textos de Carles Ros. La edición consta de 250 ejemplares. El 6 de septiembre en “un atentado de un comando de la extrema derecha clandestina... una potente carga de plástico” en la entrada de la librería Dau al Set, de Valencia , destruye el juguete instalado en uno de los escaparates, “La rendición de Breda”.
- 1976 publica el libro “El Juguete y el Juego” (Ed. Avance).
- 1979 publica la “Guía Secreta de Valencia” (Ed. Sedmay).
- 1980 dirige la colección de libros «heterodoxos» Fuera de Quicio, y publica los libros “La Cocina Perdida” y El Gatuperio”(Ed. Queimada).
- 1982 publica el libro de poemas y ...otras palabras “Anfigurí y Galimatías ” (Ed. El Pichilingue).
- 1984 publica el libro “Monólogos Imposibles”(Ed. El Pichilingue).
- 1985 Director y conductor del programa de Radio Cadena: “La otra cara de Jano”.
- 1986 Responsable de imagen y de publicaciones de la 8ª Mostra Cinema del Mediterrani. Valencia.
- 1987 Comisario de las exposiciones: “Imágenes en Movimiento -De la linterna mágica al cinematógrafo-”. “Mostrar la Mostra” 1980-1987. “Carteleras Cinematográficas. Un homenaje a los pintores Gil y Fabra”.
- 1988 Comisario de la exposición ”Valencianos en el Cine”. Crea las marionetas del “Retablillo de Don Cristobal”, de Federico García Lorca, para el Teatro Guiñol de los Campos Elíseos de París.
- 1991 Comisario y autor del texto del catálogo de la exposición, Cine & Publicidad.
- 1992 Realización del caballo ELEAFAR (móvil de 2,50 x 2 metros, en madera de ciprés de las Guaytecas) para el espectáculo «A Galopar» de Rafael Alberti y Paco Ibáñez.
- 1993 Edición de 126 ejemplares firmados y numerados (móvil de 32 x 27.50 cm.) en madera de ciprés de las Guaytecas y ébano). Proyecto del mismo caballo ELEAFAR (móvil, orientable según la dirección del viento, de 17,50 x 15 metros, en madera de raulí) que estará ubicado en la bahía de Cádiz.
- 1994 Diseño de las esculturas para los premios internacionales de Cine, Televisión e Infografía Videgraf y Mercafilm. Publica el libro “paja. Acto// De probab”.
- 1996 Edita la carpeta “La Partie Carrée”, serie de 7 estarcidos a partir del poema de Paul Verlaine. La edición consta de 21 ejemplares.

## Guionista y realizador
A finales de los años setenta hizo varios trabajos en el teatro y la televisión como actor, guionista, decorador y ayudante de dirección : El Fichero (Cizalla), El virgo de Visanteta (Pavesos), El Pardal de Sant Joan (Pavesos), recitales de Paco Ibáñez en Bobino, Ramón y Cajal (Serie TV), Disparates de Príncipes (Teatro Estable del País Valenciano), Don Juan Tenorio (Compañía de Mari Sampere). Entre los años 1975-1985 colaboró en revistas y diarios españoles (Solidaridad, Bicicleta, El Viejo Topo, El País, Diario de Valencia, Liberación, Cartelera Turia, La Ciutat…) como ilustrador y como escritor.

## Exposisciones Individuales
- 1961 Les Gêts. Haute Savoie, Francia.
- 1962 Galerie Grynoch Moosmann, París.
- 1963 Leids Academisch Kuntscentrum, Países Bajos.
- 1964 Galería il Centro, Nápoles.
- 1965 International Galería Orez, La Haya. Galería Ferrari, Verona.
- 1966 International Galería Orez. La Haya, Sala de arte de la Caja de Ahorros del Sureste. Alicante, Sala Martínez Medina. Valencia
- 1974 “Máquinas para jugar”. Colegio Oficial de Arquitectos, Valencia. Populart. Barcelona.
- 1975 Arpo, Valencia. Populart, Barcelona. Populart, Madrid. La Carraca, Madrid
- 1976 Populart, Barcelona. La Carraca, Madrid. Galería Mongó, Denia. Alicante.
- 1977 Populart, Barcelona. La Carraca, Madrid. Galería Mongó, Denia. Alicante. Lleò de Ferro, Valencia.
- 1991 Galería Postpos, Valencia.
- 1992 “Julio Caliente”, Requena.
- 1993 “Sala X”. Galería Val i 30. Valencia.
- 1997 “Satori”. Museu Monjo, Vilassar de Mar.

## Exposiciones Colectivas
- 1956 “I Exposición provincial de Arte”, Burjasot.
- 1964 Llibreria Concret, Valencia. Facultad de Medicina, Valencia.
- 1964-1965 “España Libre”. (Presidente Giulio Carlo ARGAN. Comisario Vicente AGUILERA CERNI). Rimini, Florencia. Ferrara, Reggio Emilia, Venecia.
- 1965 Leids Academisch Kuntscentrum, Leiden. Galerij Espace, Ámsterdam.

Galería Epona, París. Maison de la Médecine, París. Antiguo Hospital de la Santa Cruz, Barcelona. Club Amigos de la UNESCO, Madrid.
- 1966 “Semana de cultura española”.Aubervilliers. Colegio de Arquitectos, Valencia.

Château de St. Ouen. Sala d’Arte Agrupació Amics de la Música, Hospitalet del Llobregat.
- 1967 “Exposición Itinerante de Arte Actual”. UEAE. Galería Barandiarán, Barcelona, Madrid, Pamplona, Sevilla, Valencia, San Sebastián. “Arte Objetivo” (comisario Angel CRESPO), Madrid. 2° Festival español de Aubervilliers. Club Pueblo, Madrid. Salón Latinoamericano del Grabado, La Habana. Palacio de Santa Cruz, Valladolid.
- 1971 “Eros y el arte actual español”. Galería Vijande, Madrid.
- 1972 “Colecciones Juan Ramírez de Lucas”. Ministerio de la Vivienda, Madrid.
- 1976 “Els altres 75 anys de pintura valenciana”. Galerías, Punto, Temps y Val i 30.

Valencia. Bienal Internacional de Arte, Venecia.
- 1977 Museum Bellerive. (Comisarias Bigna KUONI y María Antonia PELAUZY). Zúrich, AAA, Fad. Barcelona.
- 1979 “El País Valencià i les eleccions”. Galería Temps. Valencia. “Festa de la Lletra”.

(Secretaria General Gloria MOURE). Galerías, Ciento, Eude, Joan Prats, Sala Gaspar y BCD. Barcelona.
- 1986-1987 “Culturas Indígenas de la Amazonia”. (Comisario Antonio PEREZ). Museo de América, Madrid. Museu Etnològic, Barcelona. Generalitat, Valencia. Junta de Castilla-la Mancha. Junta de Castilla y León. León, Zamora, Valladolid. Junta de Andalucía. Sevilla. Junta de Extremadura. Fundación Santillana, Santillana del Mar.
- 1994 Arco 94. Stand Galería Val i 30. Madrid. “Col.lecció d’art de l’AVUI. Centre de Cultura Contemporània de Barcelona, Barcelona. “Un Siglo de Pintura Valenciana, 1880 -1980. Intuiciones y Propuestas”. (Comisario J.F. IVARS). IVAM. Centro Julio Gonzalez, Valencia. “Luzifer”, Teatro Trapezi, Valencia.
- 1995 “10 años y un jamón”. Galería Viciana, Valencia.
- 1996 “Estampa Popular” (Comisario José GANDIA CASIMIRO), IVAM. Centro Julio González, Valencia. “Mostra Bienal d’Art”. Centre Cultural d’Alcoi, Alcoi.
- 1996-1997 “La Infancia del Arte. Arte de los niños y arte moderno”. (Comisario Emmanuel GUIGON). Museo Provincial de Teruel, Teruel. Sala “Amós Salvador”, Logroño.
- 1997 “Satori”. Museu Monjo, Vilassar de Mar.

## Obras
Su producción se encuentra distribuida entre museos y colecciones particulares de España, EE. UU., Venezuela, Alemania, Gran Bretaña, Suecia, Suiza, Italia, Francia, Países Bajos –Prentenkabinet, Leiden - Museum Boymans- Van Beuningen, Róterdam. IVAM, Institut Valencià d’Art Modern, Valencia. Colegio Oficial de Arquitectos, Valencia. Colección Premsa Catalana SA, Barcelona. Museo del Juguete, Universidad Politécnica de Valencia. Museu del joguet de Catalunya, Figueras. Fundación Rafael Alberti, Puerto de Santa María. Fundación Bancaja, Valencia.